# Netřebice (ort i Tjeckien, Mellersta Böhmen)
Netřebice är en ort i Tjeckien.   Den ligger i regionen Mellersta Böhmen, i den centrala delen av landet, 50 km öster om huvudstaden Prag. Netřebice ligger 192 meter över havet och antalet invånare är 206.
Terrängen runt Netřebice är platt.Runt Netřebice är det tätbefolkat, med 297 invånare per kvadratkilometer. Närmaste större samhälle är Nymburk, 7,8 km väster om Netřebice. Trakten runt Netřebice består till största delen av jordbruksmark.